# Global Economic Symposium
Il Global Economic Symposium (abbreviato GES) è una conferenza annuale organizzata dal Kiel Institute for the World Economy e dal Bertelsmann Stiftung in collaborazione con la German National Library of Economics (ZBW) – Leibniz Information Centre for Economics – con l'obiettivo di affrontare problemi globali e di formulare risposte socialmente ottimali. 
Il GES si focalizza principalmente su problemi che non possono essere risolti individualmente da singoli Stati o organizzazioni, e richiedono quindi cooperazione globale tra gli organi responsabili delle decisioni di politica economica, rappresentanti del mondo imprenditoriale e della società civile. Il Presidente della Commissione europea, José Manuel Barroso, è il patrocinatore del GES.
Ogni anno la conferenza registra più di 400 presenze provenienti da tutto il mondo, tra cui premi Nobel, ministri, commissari europei, amministratori delegati ed accademici.